# Sigrid Lind
Sigrid Lind, född 6 februari 1891 i Stockholm, död 31 december 1945 i Stockholm, var en svensk målare och textilkonstnär.
Hon var dotter till fabrikören August Lind och Milda Blom. Lind studerade vid Högre konstindustriella skolan 1910–1913 och vid Althins målarskola i Stockholm samt porträttmåleri i Rom och keramik i Köpenhamn och Tyskland. Därefter studerade hon vid Handarbetets vänners vävskola i Stockholm och blev efter studierna anställd av Handarbetets vänner 1923 där hon var konstnärlig ledare 1930–1931. Hon medverkade med konsthantverk vid Stockholmsutställningen 1930 och i ett flertal konsthantverksutställningar. Hennes bildkonst består av stilleben, porträtt och landskapsmålningar utförda i olja, pastell eller akvarell medan hennes konsthantverk består av kompositioner för kyrkliga textiler och damastvävnader. Vid sin död instiftade hon K.A. Linds hederspris som delas ut av Föreningen Moderna museets vänner. Sigrid Lind är begravd på Norra begravningsplatsen utanför Stockholm.